# Berville (Calvados)
Berville is een plaats en voormalige gemeente in het Franse departement Calvados in de regio Normandië.

## Geschiedenis
In de 16de eeuw werd de plaats vermeld als Bervilla.
Op het eind van het ancien régime werd Berville een gemeente.
In 1973 werd Berville met negen andere gemeenten samengevoegd in de nieuwe gemeente L'Oudon in een zogenaamde "fusion association".
Deze gemeente maakte deel uit van het kanton Saint-Pierre-sur-Dives tot dit op 22 maart 2015 werd opgeheven en de gemeenten werden opgenomen in het kanton Livarot. Op 1 januari 2017 fuseerde de gemeente met overige gemeenten van het voormalige kanton tot de commune nouvelle Saint-Pierre-en-Auge. Hierbij verloor Berville de status van commune associée.

## Bezienswaardigheden
- De Église Saint-Jacques-le-Mineur

Lijst van Franse gemeenten · Arrondissement Lisieux · Calvados · Normandië